# Pedro Simón Abril
Pedro Simón Abril (Alcaraz de la Mancha, Albacete, 1530 - Medina de Río Seco, Zaragoza, 1595), humanista, helenista, latinista, pedagogo, tradutor espanhol.

## Biografia
Foi Professor de artes, filosofia e gramática em Uncastillo, Zaragoza entre 1566 e 1570. Foi processado por ensinar as disciplinas de Artes e Filosofia na Universidade Sertoriana de Huesca, em 1570, que era na época privilégio da instituição acadêmica. Como o mestre se negasse a suspender as suas aulas, foi declarado contumaz e excomungado desde os púlpitos e finalmente teve de ceder, suplicando a absolvição em maio de 1571, e jurando que somente ensinaria Gramática e que defenderia os antigos privilégios da universidade de Huesca. Esse episódio vem a demonstrar a importância do estudo das Artes, que competia com a Universidade, mas também o esforço da Universidade de Huesca por manter em Aragón o monopólio do ensino superior, que não tardaria em perder com a fundação da [Universidad de Zaragoza Universidade de Saragoça], fundada em 1542. Pedro Simón Abril ensinou também grego, filosofia e poesia em Tudela, cidade a que sempre referirá com nostalgia, em Zaragoza (1574-1576), e em sua cidade natal, onde pode conhecer o bacharel e literato Miguel Sabuco Álvarez e ter como discípula a filha dele, a célebre filósofa espanhola e pioneira da medicina psicossomática Oliva Sabuco de Nantes. Foi nomeado um dos primeiros catedráticos da Universidade de Saragoça (que data de 24 de maio de 1583), e nesta universidade ensinou Latim, Grego e Retórica, tendo aí por colega Pedro Malón de Chaide (1530-1589). Em novembro de 1583 incorporou o grau de licenciado ao de mestre, que seguramente havia obtido na Universidade de Valência.
Como uma das figuras mais importantes do Humanismo espanhol, foi autor de gramáticas latinas (Latini idiomatis docendi ac discendi methodus, 1561 e De lingua latina vel de arte grammatica, 1567) e também de grego, assim como de outras obras gramaticais, diferente do usual na época, em língua castelhana, seguindo assim a recomendação de Nebrija em suas Introducciones latinae. Abril apoiou este princípio de ensino da língua vulgar também como norma pedagógica aplicável a qualquer outra disciplina em seus apontamentos de como se devem reformar as doutrinas e a maneira de ensiná-las (Madrid: P. Madrigal, 1589 e que apareceu também nos Libros escogidos de Filósofos, R. A. E., 1953, p. 294-300). Simón Abril afirma nesta obra que os erros didáticos são derivados do ensino das línguas estrangeiras (latim e grego) que o povo não entende; chega á conclusão de que é necessário usar a língua própria para melhorar o entendimento e para ele o uso da língua vulgar no ensino é condição primordial para conhecer antes e melhor a gramática grega e latina. Afirma ele que as matemáticas são ensinadas em língua vulgar; e que no âmbito das Faculdades Maiores é um grave erro ensinar Medicina em latim ou grego, porque o médico não chega a conhecer com perfeição a anatomia do corpo humano nem a terapia natural e apropriada para cada enfermidade. Sugere então a tradução para o catelhano dos grandes tratados dos médicos gregos, como Hipócrates ou Galeno, assim como as obras de outros árabes espanhóis. Da mesma forma dizia que o Direito deve ser regido por leis escritas em língua castelhana e não em outra língua. O exemplo de Pedro Simón Abril foi seguido por outros autores da época, os quais orientaram seus trabalhos para que o uso do castelhano nas aulas universitárias tivesse prioridade em detrimento do latim.
Pedro Simón Abril é lembrado sobretudo por sua brilhantes tradução das obras de Aristóteles, se bem que também tenha traduzido seis comédias de Terêncio (1577), as Fábulas de Esopo (Saragoça, 1584) e muitas outras obras de Platão (Crátilo, Górgias), Eurípedes (Medeia), Aristófanes (Plutão) e Cícero. Na qualidade de tradutor afirmava em seu prólogo à Ética de Aristóteles: aquele que traduz tem que transformar dentro de si a alma e a frase do ator que traduz, e fazer isso na língua em que traduz como se fosse sua, sem deixar sequer o menor vestígio da língua peregrina da qual provém o escrito. Juan Antonio Pellicer (1738-1806), no final do século XVIII, o considerava o melhor tradutor do espanhol antigo. Foi autor de doze trabalhos bilíngues.

## Obras Publicadas
- Latini idiomatis docendi ac discendi methodus (1561; Saragoça, J. Coci, 1569);
- De lingua latina vel de arte grammatica (1567; Tudela, Tomás Porralis Allobrox, 1573);
- Cicerón, Epistolarum... libri III (Tudela, 1572)
- Aristóteles, Petri Simonis Aprilei... introductionis ad libros Logicorum (Tudela, Tomás Porralis Allobrox, 1572)
- Artis grammaticae latinae linguae rudimenta (Saragoça, Pedro Sánchez de Ezpeleta, 1576)
- Los dos libros de la Grammatica latina escritos en lengua castellana (Alcalá, Juan Gracián, 1583; Saragoça, 1583);
- Gramática griega escrita en lengua castellana (Saragoça, Lorenzo y Diego Robles, 1586; Madrid, Pedro Madrigal, 1587)
- Cartilla griega con correspondencias de letras latinas para aprender por si el leer y escrivir en griego fácilmente (Saragoça, Lorenzo y Diego Robles, 1586)
- Primera parte de la Filosofía llamada Logica... colegida de la dotrina de los filósofos antiguos y particularmente de Aristoteles (Alcalá, Juan Gracián, 1587)
- Apuntamientos de cómo se deben reformar las doctrinas y la manera de enseñarlas (Madrid, Pedro Madrigal, 1589). También en Madrid: Oficina de la viuda de Manuel Fernández, 1769, y en en Libros escogidos de Filósofos Madrid: R. A. E., 1953, p. 294-300.
- Instrucción para enseñar a los niños fácilmente el leer y el escrivir, i las cosas que en aquella edad les esta bien aprender (Saragoça, Viuda de Juan Escarrilla, 1590)

## Manuscritos
- Artis...: Saragoça, B. Universitaria, H-11-73/1; Madrid, B. Nacional, R/29775.
- Gramática griega..., Saragoça, 1586: Salamanca, B. Universitaria; Valencia, B. Histórica Universitaria, Z-8/25; Valencia, B. Municipal Serrano Morales, 3/294(2); Madrid, B. Nacional, R/3731 (2), R/7479 (2); Madrid, F. Lázaro Galdiano; Madrid, B. Palacio Real; Madrid, Real Academia, S. Com. 9-B-126 (2); Murcia, Archivo Municipal, Biblioteca Auxiliar, 10-I-26(1). Madrid, 1587: Salamanca, B. Universidad; Castellón, Archivo Histórico Municipal, 2394 (1); Valencia, B. Municipal Serrano Morales, 3/294(1); Madrid, B. Histórica Municipal, Par/710; Madrid, B. Nacional, R/3731(1), R/7479(1); Madrid, B. Palacio Real; Madrid, Real Academia, S. Coms. 9-B-126(1); Murcia, Archivo Municipal, Biblioteca Auxiliar, 10-I-26(2).
- Cartilla griega...: Madrid, B. Nacional, V.E./97-22.
- Los dos..., Alcalá, 1583: Madrid, B. Nacional, R/13404; Madrid, Real Academia, S. Coms. 9-B-130. Saragoça, 1583: Roncesvalles, Real Colegiata, 12-A-2-16.
- Primera parte de la...: Cádiz, B. Pública; Canarias, B. Edição particular e sem permissão para difusão; Toledo, B. Pública del Estado; Madrid, U. Comillas, XVI-1; Madrid, B. Nacional, R/12253; Madrid, Real Academia de la Historia, 3/2428; Madrid, Real Academia Española, S. Coms. 31-A-74; Murcia, Archivo Municipal, B. Auxiliar, 11-F-20.
- Petri Simonis...: Palma de Mallorca, B. Pública, 10.543; Salamanca, B. Universitaria; Barcelona, B. Universitaria, Área de Reserva; Madrid, B. Nacional, R/29770; Pamplona, B. General de Navarra, FA/2-123.
- De lingua..., Tudela, 1573: Saragoça, B. Universitaria, H-11-73/2; Palma de Mallorca, B. Pública, 11.679; Burgos, Facultad Teología del Norte de España, Xc 141; Madrid, B. Nacional, R/29771; Madrid, Palacio Real; Madrid, Real Academia Española, R-118, RM-2080.
- Latini..., Saragoça: J. Coci, 1569: Madrid, B. Nacional, R/370.
- Apuntamientos...: Madrid, B. Nacional, R/12204; Madrid, Palacio Real; Madrid, Real Academia de Ciencias Morales y Políticas, 3727(2).
- Aristóteles, Los ocho...: Huesca, Biblioteca Pública del Estado, B-10-1630; Saragoça, Archivo-Biblioteca-Hemeroteca Municipal, A-232; Saragoça, Biblioteca Universitaria, H-3-108; Barcelona, Inst. de Bachillerato Jaime Balmes (Univ. Pompeu Fabra, Bca. General), XVI Ari; Valencia, Biblioteca Histórica Universidad de Valencia, Z-13/243; Madrid, Biblioteca de D. Francisco Zabálburu, 12-151; Madrid, Biblioteca Nacional, R/11904; Madrid, Real Academia de la Historia, 2/3818; Madrid, Real Academia de Ciencias Morales y Políticas, 3727 (1); Madrid, Real Academia Española, S. Coms. 27-A-56.
- Cicerón, Los 16..., Madrid, 1589: Granada (?), Facultad de Teología de la Compañía de Jesús, A-C 43m-003; Madrid, Biblioteca Nacional, R/15312. Barcelona: Jaime Cendrat, 1600: Mahón, B. Pública, 2235; P. Mallorca, B. Pública, 17933; Segovia, B. Pública, 6653; Valencia, B. de los Padres Escolapios, XVI/173; Cáceres, B. Pública A, Rodríguez Moñino y María Brey, 1/847; Madrid, U. Comillas, 664; Madrid, B. Nacional; Barcelona: Sebastián de Cormellas, 1615: Burgos, B. Pública, 5503; Madrid, B. Nacional, 3/26274; Madrid, F. Lázaro Galdiano, Inv. 1258. Barcelona: Jerónimo Margarit, 1615: Madrid, B. Nacional, R/20305; Madrid, P. Real, IX-3719; Murcia, Biblioteca de la Provincia Franciscana de Cartagena, 1343; Vitoria, Seminario Diocesano-F. Teología, LC-20042.
- Cicerón, Accusationis...: Sta. Cruz de Tenerife, B. Pública, 74-3-6; Toledo, B. Pública, 4-19088; Orihuela, B. Pública Fernando de Loazes, 8323; Valencia, B. Valenciana, XVIII/137; Logroño, B. Pública del Estado, FAN/665; Madrid, B. Nacional, U/10791; Madrid, Real Academia de la Historia, 3/842; Madrid, Seminario Conciliar, 3/1-7-32; Murcia, Archivo Municipal, B. Auxiliar, 2-C-42; Azpeitia, Santuario de Loyola, 0088,1-11.
- Esopo, Saragoça, 1575: Palma de Mallorca, Biblioteca Pública del Estado, 18311; Comunidad Valencia, Biblioteca privada sin permiso de difusión; Saragoça, 1647: Madrid, B. Nacional R/7784.
- Terencio, Saragoça 1577: Barcelona, B. Pública Seminario Conciliar, 87 Ter; Barcelona, Inst. Bachillerato jaime Balmes, XVI Ter; Madrid, Real Academia Española, A. Com.7-A-216; madrid, Real Academia de la Historia, 2/3442; Saragoça, B. Municipal, A-595; Córdoba, Biblioteca Pública del Estado; Palma de Mallorca, Biblioteca Pública del Estado, Mont. 8735; Madrid, Biblioteca Nacional, R/16369; Madrid, Fundación Lázaro Galdiano; Madrid, Seminario Conciliar, 3/15-6-20. Alcalá 1583: Saragoça, B. Universitaria; Oviedo, B. Universitaria; Palma de Mallorca, B. Pública, 11868; Valencia, B. Histórica Universidad, Z-11/39, T/239; Guadalupe, B. Real Monasterio, B. 2402; Alcalá de Henares, B. Pública Cardenal Cisneros, DEP4732; Madrid, Biblioteca Nacional, R/1141; Madrid, F. Lázaro Galdiano. Barcelona 1599: Salamanca, B. Universitaria; Valencia, B. Histórica Universitaria, Z-2/220; Valencia, B. de los Padres Escolapios, XVI/174; Valencia, B. Valenciana, XVI/372; Guadalupe, B. Real Monasterio, s. XVI 213; Madrid, Biblioteca Nacional, U/1584; Burgo de Osma, Seminario Diocesano o Conciliar Sto. Domingo de Guzmán, J-1708; Madrid, Real Academia Española, 12-X-26. Valencia, 1599: Madrid, B. Senado.
- Cebes: (Dentro de "Obras de los moralistas griegos", Madrid, 1888): Alcalá de Henares, B. Pública Cardenal Cisneros, DEP1119; Madrid, M. Asuntos Exteriores, 797; Madrid, Senado, 22703.
- Instrucción...: Madrid, B. Nacional, V. E./52-106
- Aphorismi de vitiis orationis

## Traduções
- Aristóteles, edição e tradução, Los ocho libros de Republica del filósofo Aristoteles (Saragoça, Lorenzo y Diego Robles, 1584);
- Aristóteles, edição e tradução, Los diez libros de las Éticas o Morales de Aristóteles (s.l., s.f.)
- Aristóteles, Introductio ad logicam (Toledo, 1572).
- Esopo, edição e tradução, Aesopi Fabulae (Saragoça, Miguel Huesa, 1575 e Diego Dormer, 1647).
- Platón, Crátilo, Gorgias''.
- Eurípides,  Medea (Barcelona, 1559)
- Plutão] de Aristófanes
- Progymnasmata Rhetorica do sofista e retórico grego Aftônio de Antioquia, (Saragoça, s.a.).
- Demóstenes.
- Esquilo.
- Terencio, Las seis comedias de Terencio, com a Vida de Terencio de Elio Donato, as Periocas de Sulpício Apolinário[5] e um tratado atribuído a Cornuto ou a Aspero (Saragoça, Juan Soler, 1577; Alcalá, Juan Gracián,1583; Barcelona, Jaime Cendrat, 1599; Valencia, Jaime Cendrat, 1599). Uma edição posterior muito famosa foi a de Gregorio Mayáns y Siscar (1699-1781)[6], Valencia, 1762, em 2 vols., com introdução preliminar do famoso ilustrador.
- Cicerón, Los 16 libros de las epístolas